# Delta Normae
Delta Normae (δ Normae) é uma estrela binária na constelação de Norma. Pode ser vista a olho nu com uma magnitude aparente visual de 4,71. Com base em sua paralaxe medida pela sonda astrométrica Gaia, o sistema está localizado a aproximadamente 115 anos-luz (35 parsecs) da Terra.
Os dados da missão Hipparcos indicam que o movimento próprio de Delta Normae possui uma aceleração significativa, portanto esta estrela é identificada como uma binária astrométrica. O componente visível é uma estrela Am, o que significa que é uma estrela de classe A quimicamente peculiar com linhas de metais em seu espectro. O tipo espectral de kA3hA7mF0 III: indica que esta é uma gigante evoluída com a linha K de cálcio de uma estrela de classe A3, as linhas de hidrogênio de uma estrela A7, e as linhas metálicas de classe F0. Delta Normae tem um campo magnético com uma intensidade média de 169,7 ± 151,7 G, e assim como outras estrelas Am, sua rotação é lenta, com uma velocidade de rotação projetada de 7 km/s.
Estima-se que Delta Normae tenha cerca de 1,75 vezes a massa solar e o dobro do raio solar. A estrela está irradiando 14,1 vezes a luminosidade solar de sua fotosfera a uma temperatura efetiva de 7 920 K. Apesar de ser jovem com uma idade estimada de 60 milhões de anos, o sistema não apresenta excesso de radiação infravermelha que indicaria a presença de um disco de poeira quente. Qualquer disco, se existir, tem uma temperatura inferior a 110 K e está a mais de 26 UA da estrela.